# Manfred Hellmann (Politiker)

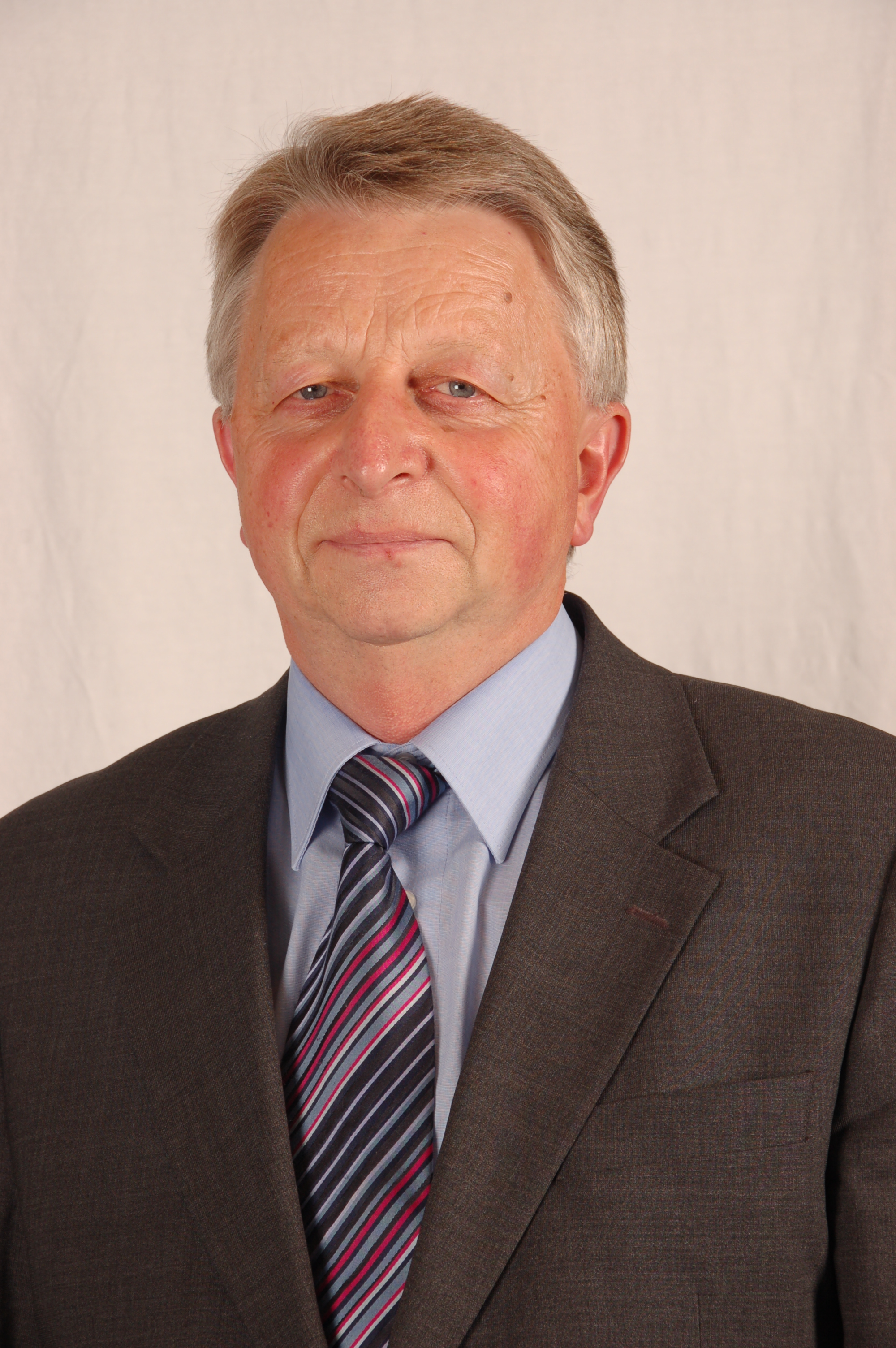
Manfred Hellmann, Mai 2011

Manfred Hellmann (* 1. März 1948 in Viernau) ist ein deutscher Politiker (Die Linke) und war von 2009 bis 2014 Mitglied des Thüringer Landtags.

## Werdegang
Nach dem Abitur 1966 absolvierte Hellmann ein Studium an der TH Ilmenau, das er als Diplom-Ingenieur abschloss. Anschließend war er bis 1993 in leitenden Funktionen in der Elektroindustrie tätig, danach von 1993 bis 1996 als Geschäftsführer für die Regionalverkehrsgesellschaft Suhl.
Hellmann war von 1999 bis 2016 ehrenamtlicher Bürgermeister der Gemeinde Viernau und ist Mitglied des Kreistags im Landkreis Schmalkalden-Meiningen. Zur Landtagswahl in Thüringen 2009 wurde er als Direktkandidat seiner Partei im Wahlkreis Schmalkalden-Meiningen II gegen den ehemaligen CDU-Kultusminister Jens Goebel in den Thüringer Landtag gewählt. Bei der Landtagswahl 2014 trat er nicht wieder an.